# Nexhmije Hoxha
Nexhmije Hoxha (rojstni priimek Xhuglini), albanska komunistična političarka, * 8. februar 1921, Bitola, Kraljevina Srbov, Hrvatov in Slovencev, † 26. februar 2020, Tirana, Albanija.
Nexhimije je bila žena albanskega komunističnega diktatorja Enverja Hoxhe. Hoxho je leta 1942 spoznala kot članica albanske komunistične partije in se z njim poročila tri leta pozneje. Bila je v njegovi senci, vendar je imela določeno vlogo tudi v politiki. Po Enverjevi smrti leta 1985 je bila na predlog njegovega naslednika Ramiza Alie izvoljena za predsednico množične "krovne" politične organizacije, Demokratične fronte (do 1990), kasneje pa je branila dediščino svojega moža. Po padcu komunizma je bila Nexhmije obsojena na enajst let zaporne kazni zaradi poneverbe 750.000 lekov.     